# Isla Davis
Isla Davis es una isla grande situada en el río Misisipi. Se encuentra principalmente en el estado de Misisipi, Estados Unidos, pero también es parte de Luisiana. Se encuentra al suroeste de Vicksburg, Misisipi.
La isla es de aproximadamente 30.000 acres (120 km²) de tamaño, que varía en función del nivel del río Misisipí. La Plantación  Brierfield del presidente confederado Jefferson Davis, así como la plantación Hurricane de su hermano Joseph Davis, se encuentran en la isla. Los restos de las plantaciones todavía están allí. La isla está dividida entre varios clubes de caza diferentes.